# Western Valley
Western Valley är en civil parish i distriktet Vale of White Horse, i grevskapet Oxfordshire, i England. Civil parish är belägen 17 km från Oxford.